# 托马斯·里德
托马斯·里德（英語：Thomas Reid，1710年4月26日—1796年10月7日）是18世纪苏格兰启蒙运动时期哲学家，苏格兰常识学派的创始人。里德开始任教于亚伯丁大学，后到格拉斯哥大学接任亚当·斯密成为该校的道德哲学讲座教授。

## 著作
- 《根据常识原则对人类心灵的研究》Inquiry into the human mind on the principles of common sense（1764年）
- Essays on the intellectual power of man（1785年）
- Essays on the active power of man（1785年）